# William Júnior Salles de Lima Souza
William Júnior Salles de Lima Souza (geboren am 14. Mai 1983 in Rolândia) ist ein ehemaliger brasilianischer Fußballspieler.

## Karriere
Williams begann seine Karriere 2001 beim FC Santos, er stand für vier Jahre unter Vertrag. 2004 wurde er vom südkoreanischen Verein Ulsan Hyundai verpflichtet. Nachdem sein Vertrag im Jahre 2005 ausgelaufen war, wechselte er zum portugiesischen Verein Boavista Porto. In den Jahren 2006 und 2007 stand er wieder in Brasilien bei Coritiba FC und Fortaleza EC unter Vertrag. Seine nächste Station war der französische Verein EA Guingamp.
Am 25. August 2008 unterzeichnete er einen Vertrag beim brasilianischen Verein Avaí FC. An Grêmio Porto Alegre wurde er im Jänner 2010 ausgeliehen. Am 24. Juni 2010 wurde er an AA Ponte Preta verliehen. Für die Saison 2011 kehrte er wieder zum Avaí FC zurück und absolvierte sein 100. Spiel für den Verein am 16. Oktober 2011.
Im Jänner 2012 bot ihm Atlético Goianiense einen Vertrag an, diesen nahm er an. Sein Debüt gab er beim Spiel gegen Goianésia EC bei der Staatsmeisterschaft von Goiás. Sein erstes Tor erzielte er im Staatsmeisterschaftsspiel gegen AA Aparecidense. Jedoch erlitt er einen Bänderriss und der Vertrag wurde nach sechs Monaten aufgelöst. Ein neues Angebot bekam er von AA Ponte Preta und EC Vitória. Das Angebot des Vereines EC Vitória nahm er an; sein Debüt gab er am 11. August 2013. 2014 wurde er vom al-Khor SC ausgeliehen. Ab 2015 stand er wieder beim Avaí FC unter Vertrag. Bis 2020 durchlief er noch verschiedene unterklassige Klubs und beendete dann seine aktive Laufbahn.

## Erfolge
Santos
- Campeonato Brasileiro de Futebol: 2002, 2004

Avaí
- Staatsmeisterschaft von Santa Catarina: 2009

Grêmio
- Staatsmeisterschaft von Rio Grande do Sul: 2010

Ceará
- Copa do Nordeste: 2015

## Auszeichnungen
- Torschützenkönig Copa do Brasil: 2011 Avaí FC (5 Tore)
- Torschützenkönig Staatsmeisterschaft von São Paulo: 2013 AA Ponte Preta (13 Tore)